# Inteligencia Suprema
La Inteligencia Suprema (en inglés, Supreme Intelligence), también llamada Supremo Organismo y Supremor, es un personaje ficticio que aparece en los cómics estadounidenses publicados por Marvel Comics. La Inteligencia Suprema es una inteligencia artificial que gobierna la raza alienígena ficticia conocida como Kree. 
La Inteligencia Suprema hizo su debut en la película de 2019, Capitana Marvel, ambientada en el Universo Cinematográfico de Marvel, interpretada por Annette Bening. La Inteligencia Suprema apareció en su verdadera forma en la película The Marvels (2023).

## Historial de publicaciones
Su primera aparición fue en Fantastic Four #65 (agosto de 1967); fue creado por Stan Lee y Jack Kirby. Fue presentado como una supercomputadora que consta de las mentes más grandes de la gente Kree durante los últimos millones de años y figura como su líder. Los Kree construyen el Supremor, después de que los Skrulls construyeron su propia arma, el Cubo Cósmico. Su objetivo principal es promover el desarrollo del Kree a cualquier costo.
La Inteligencia Suprema fue inicialmente un personaje secundario en la primera carrera del Capitán Marvel con el Mar-Vell original.
El primer papel principal de Supremor fue en La Guerra Kree-Skrull, ayudó a Mar-Vell y Rick Jones a desbloquear la superpotencia de Jones llamada Destiny Force.
Apareció como personaje secundario y antagonista en el tercer volumen de Silver Surfer y en la primera entrega de Ms. Marvel.
Regresó como el principal antagonista del evento crossover de 19 partes llamado Operación: Tormenta Galáctica, también conocida como la Guerra Kree / Shi'ar. Que presenta a los Kree, Shi'ar, Vengadores y Quasar, en los que los Vengadores intervinieron en una guerra intergaláctica entre los imperios alienígenas Kree y Shi'ar. El evento presentó al equipo Fuerza Estelar, creado por el Supremor.
Después de presumiblemente asesinado en Operación: Tormenta Galáctica, la Inteligencia Suprema resurgió en la mini Guardia Imperial y luego se reformó por completo en el lado azul de la luna en la historia Vive como Kree o Muere!. Supremor se había transmitido a un satélite, que fue recuperado por sus agentes Skrull. Fue tomado bajo custodia por los Vengadores y S.H.I.E.L.D.. Luego apareció en la serie limitada Avengers Forever, donde ayudó a los Vengadores, que se vieron atrapados en una batalla a través del tiempo entre Kang el Conquistador e Immortus. Más tarde también participó como uno de los principales jugadores en el crossover la Máxima Seguridad, en él el Consejo Intergaláctico quiere convertir la Tierra en un planeta prisión.
La Inteligencia Suprema apareció a continuación en la historia cruzada Aniquilación y Aniquilación: Conquista, fue suplantada por la Casa Fiyero y quien llevó a su mayor partidario Ronan al exilio. Solo los Kree fueron golpeados por la ola de aniquilación. Ronan dirigió un golpe de Estado contra la casa mercante, los mató y tomó el control del imperio. Sin embargo, el Supremor fue lobotomizado y sacado de él la miseria.
En el curso de FF y Fantastic Four, Ronan se dio cuenta de que Kree necesitaba un líder superior a él. Decidió resucitar La Inteligencia Suprema utilizando dos Reed Richards de realidad alternativa, que fueron absorbidos por la nueva Inteligencia Suprema. Inmediatamente comenzó a tratar de destruir la Tierra y los Inhumanos. Finalmente cesaron las hostilidades. Luego apareció en el tercer volumen de los Guardianes de la Galaxia, aquí es miembro del consejo galáctico junto con Gladiador de los Shi'ar, Frigga de Asgard, la reina de los Brood, Annihilus de la Zona Negativa e Y-Gaaar de Badoon.
Durante Infinity, los Kree fueron atacados por los Constructores. El Supremor se rindió y se negó a rebelarse incluso después de que los Vengadores destruyeran al Constructor a cargo de Hala. Esto resultó en que Ronan y sus acusadores lo atacaran. Los Kree junto a los Vengadores derrotaron a los Constructores. Supremor aceptó a Ronan y sus Acusadores nuevamente dentro del redil sin ningún castigo conocido.
La última aparición que hizo la Inteligencia Suprema fue durante la historia de El Vórtice Negro. Los Kree encuentran un antiguo arma de poder de masas en su mundo natal, Hala, que atrae a varios grupos al mundo natal. Durante el evento, el Sr. Knife de Spartax explota el planeta junto con la Inteligencia Suprema.

## Biografía
La Inteligencia Suprema, también conocida por el título honorífico Supremor, fue creada hace más de un millón de años en el planeta Kree-Lar por la raza extraterrestre conocida como Kree para ayudarlos a crear un Cubo Cósmico como el que sus enemigos, los Skrull, crearon una vez. La Inteligencia Suprema está compuesta por los cerebros de las mentes Kree más grandes (es decir, los pensadores, generales, filósofos, científicos, etc. de Kree), eliminados tras su muerte y asimilados por la computadora, añadiendo su conocimiento y experiencia a los suyos.
Eventualmente, la Inteligencia desarrolló su propia mente y se rehusó a crear el cubo conociendo los peligros que podría generar un Cubo Cósmico evolucionado, que era lo que había destruido partes masivas del Imperio Skrull.
A pesar de esto, se permitió que siguiera existiendo para servir a los Kree con su sabiduría. Su influencia eventualmente creció hasta el punto en que reemplazó al gobierno Kree como gobernante del Imperio Kree, aunque ocasionalmente ha sido depuesto por períodos de tiempo. La mayoría de los Kree están fanáticamente dedicados a ella, y su adoración es una religión organizada.
Al principio de la carrera de los Cuatro Fantásticos, la Inteligencia Suprema envió a Ronan el Acusador para ejecutarlos. Más tarde descubrió la traición de Zarek y Ronan, y luego honró al héroe Kree, Mar-Vell con un uniforme nuevo. La inteligencia suprema fue depuesta por Ronan como el líder del Imperio Kree. Se descubrió que la Inteligencia Suprema había influido mentalmente en los humanos, Rick Jones y la Comisión de Actividades de Extranjeros de los Estados Unidos para recuperar su poder. Estimuló el potencial psiónico de Rick Jones, el potencial evolutivo de la raza humana, también conocida como Destiny Force, para finalizar la campaña de proximidad a la Tierra en la primera Guerra Kree-Skrull. El Supremo reveló que se dio cuenta hace mucho tiempo de que los Kree estaban en un callejón sin salida evolutivo. Su principal preocupación fue encontrar una manera de impulsar la evolución de su raza, y sus manipulaciones de Rick Jones y Mar-Vell fueron parte de este proceso. La Inteligencia Suprema luego recuperó el liderazgo del Imperio Kree. Más tarde, mentalmente dominó a Ronan, y usó a Ronan como peón en la batalla contra Rick Jones y el Capitán Marvel. Intentó absorber las mentes de Rick Jones y el Capitán Marvel, y empleó el control remoto Supremo de androides como una vivienda para su conciencia.
El Supremo entendió que los Skrulls perdieron su habilidad para cambiar de forma, y planeó una nueva campaña para una segunda Guerra Kree-Skrull. Durante esta guerra, la Inteligencia Suprema adquirió la gema del alma, que la criatura usó para mantener el equilibrio pacífico entre sus componentes Kree azul y rosa. Usó la gema del alma para absorber el alma del Silver Surfer. El alma de Silver Surfer escapó de él y eliminó la Gema del Alma, lo que provocó que la Inteligencia Suprema perdiera la cordura. Después, Nenora, un espía Skrull disfrazado de un alto funcionario de Kree, tomó el mando del imperio Kree. La guerra terminó con Nenora siendo expuesta como Skrull. El Contemplador más tarde comenzó a reestructurar la conciencia revuelta de la Inteligencia Suprema. Luego fue asumida por la mente del Contemplador. Pronto fue liberado del control del Contemplador por un mago Cotati, aunque bajo la influencia de los Cotati, la Inteligencia Suprema designó al alienígena "Foulup torpe" como el Líder Kree supremo. El Supremor fue restaurada al poder un tiempo después.
Durante la historia: Operación:Tormenta Galáctica, el Supremo arregló secretamente para tener una " Bomba Nega " (un dispositivo que produce un tipo especial de radiación recolectada de la Zona Negativa) detonada en la Galaxia Kree, esperando que sus energías reactiven el potencial genético de Kree. Pero en el proceso, miles de millones de Kree fueron asesinados. Esto llevó a un grupo de Vengadores a decidir ejecutarlo por genocidio, en contra de los deseos del resto del equipo.
Supremor no fue asesinado; antes de la muerte de su computadora anfitriona, se transmitió a una nave espacial en espera oculta del conflicto entre los Kree y los Shi'ar. Más tarde, esta nave fue dañada y encontrada por S.H.I.E.L.D., quien capturó la pequeña computadora en la que ahora reside Supremor. S.H.I.E.L.D. mantuvo la Inteligencia Suprema en la luna de la Tierra para estudiar, mientras Supremor esperaba su momento.
El Imperio Kree cayó después de la Guerra Kree-Shi'ar, con el Imperio Kree colocado bajo el gobierno del Imperio Shi'ar, gobernado por Deathbird. La Fuerza Estelar Kree fue su fuerza ejecutiva, ahora convertida en una rama de la Guardia Imperial. El androide Supremo en la Fuerza Estelar actuó como el espía de la Inteligencia Suprema en el funcionamiento del Imperio Kree restante.
La Inteligencia Suprema pronto escapó después de que poseyó las mentes de algunos científicos de S.H.I.E.L.D. y llevó su cuerpo a Manhattan, donde planeaba explotar otra bomba Nega, esta vez en las alcantarillas de Manhattan. El Supremor presenció la primera mutación Kree cuando se encontró con uno de los Comandos de la Guardia Imperial Kree que sufrió su mutación cuando intentó destruir la computadora que albergaba la Inteligencia Suprema; sin embargo, fue este acto el que liberó a Supremor, permitiéndole regresar a las profundidades del espacio.
Supremor alcanzó el Imperio Kree y le construyó una nueva vivienda, ya que pronto logró obtener el Cristal Forever, un artefacto místico muy poderoso, de Kang el Conquistador, y lo usó para avanzar en la evolución de Kree, creando una supuesta nueva raza, el Ruul. A través de ellos, manipuló al Consejo Intergaláctico para que se volteara contra la Tierra, pero sus planes fueron detenidos por los Vengadores.
Más tarde, la Inteligencia consiguió su deseo de más reservas genéticas para los Kree, cuando algunas de las tribus inhumanas se reunieron con el nuevo Imperio Kree. Combinado con el Ruul y el Kree mutado, el Imperio Kree pronto se levantaría nuevamente después de deshacerse de los grilletes del Imperio Shi'ar. Después de que el universo fue destruido y recreado por Genis-Vell y Entropy: Son of Eternity, la raza Kree fue restaurada a su forma original y a un callejón sin salida evolutivo.
A partir de Annihilation # 2 se ha declarado que la Inteligencia Suprema no está al mando del Imperio Kree, habiendo sido reemplazada por la casa mercante de Fiyero. La Casa Fiyero, de hecho, colocó a la Inteligencia Suprema en un estado de "muerte en vida" y gobernó el Kree sin su consentimiento. Los cuidadores del ser les dicen a Ronan The Accuser que anhelaba que Ronan regresara y estableciera el Kree en el camino correcto contra la Onda de Aniquilación. Al darse cuenta de que no había nada que hacer para devolverle la vida a la criatura, Ronan hizo añicos el tanque y lo dejó morir en lugar de vivir con dolor, después de deponer a la Casa Fiyero por su traición.
La Inteligencia Suprema se vio en la Conquista de Aniquilación, donde los restos fueron recuperados por la Falange, quienes intentan reactivarlo. Al reactivar la Inteligencia Suprema, el Plan Phalanx envía un eco mental a través del espacio que contiene un mensaje que invadirá las mentes de los Kree, convirtiendo a cada Kree en la galaxia en Falange a la vez. Esto fue frustrado por la llegada del ser Wraith, quien permitió que el arma se activara, y usó su enjambre de exolon para absorber el alma de Supremor, esencialmente alojando el espíritu dentro de él.
En la Tierra, Noh-Varr (quien fue el guardián de la prisión sobrehumana El Cubo en ese momento) dedica la mayor parte de sus recursos a tratar de revivir la Inteligencia Suprema para realizar su sueño de un Nuevo Imperio Kree. 
Una realidad alternativa La inteligencia suprema aparece en la forma de un mensaje holográfico que le dice a Noh-Varr que las acciones de los Skrull durante la Invasión Secreta han dejado a la Tierra en mayor peligro que nunca antes y que él es el nuevo protector del planeta. La Inteligencia Suprema le otorga el poder necesario para llevar a cabo su misión en la forma de un conjunto de Bandas Nega, más avanzadas que las que usa el Capitán Marvel. Las bandas también le proporcionan un nuevo disfraz y evitan que Dark Avengers detecte su presencia. 
Ronan el Acusador más tarde resucitó la Inteligencia Suprema original al fusionar dos realidades alternativas, Reed Richards con la Semilla Supremor (una pequeña porción de la Inteligencia Suprema mantenida latente en el martillo del Acusador), un plan ideado por la propia Inteligencia Suprema hace 300,000 años cuando calculó su posible derrota y muerte en el futuro. Más tarde informa a Noh-Varr de la llegada de la Fuerza Fénix a la Tierra y le ordena que ayude a sus compañeros de equipo, los Vengadores a interceptar la entidad. Sin embargo, también debe contenerlo a toda costa, incluso si eso significa eliminar a sus compañeros de equipo.
Durante la historia de Infinity, la Inteligencia Suprema y Ronan el Acusador aparecieron como miembros del Consejo Galáctico. Aunque inicialmente fue útil con los esfuerzos del Consejo Galáctico para detener la marcha de los Constructores, la Inteligencia ordenó a su gente que se rindiera una vez que los Constructores tomaran el mundo natal de Kree. Después de que Ronan y su Cuerpo de Acusadores se fracturaron para continuar la batalla, la Inteligencia Suprema les dio una amnistía general sobre el éxito de la campaña.
Durante la historia de "El Vórtice Negro", la Inteligencia Suprema se entera del resurgimiento del Vórtice Negro y envía a Ronan y al Cuerpo de Acusadores a recuperarlo de Bestia, Gamora y el Ángel desplazado en el tiempo. En represalia por el ataque del Cuerpo de Acusadores, los tres personajes mejorados cósmicos atacaron a Hala. La Inteligencia Suprema negó la sugerencia de Ronan el Acusador de usar el Vórtice Negro en ellos. Aunque Ronan el Acusador lo hizo de todos modos y alejó a Bestia, Gamora y Ángel. Los Señores de la Matanza liderados por Mister Knife de aparecer con planes para obtener el Vórtice Negro. Cuando los Señores de la Matanza comienzan a destruir a Hala, la Inteligencia Suprema ordenó al Cuerpo de Acusadores que abandone a Hala mientras se queda atrás.
La expedición de la Familia Real Inhumana dirigida por Noh-Varr llegó más tarde a Hala. Noh-Varr plantó una semilla del Sistema de Inteligencia Suprema We-Plex de la Tierra-200080 en los restos de la Inteligencia Suprema. Esto resultó en la resurrección de la Inteligencia Plex ya que absorbe el material de la otra Inteligencia Suprema.
Durante la historia de "Infinity Countdown", esta nueva forma de Inteligencia Suprema pasó a llamarse Inteligencia Extrema. Planeaba adquirir las Gemas del Infinito para poder resucitar el imperio Kree.

## Poderes y habilidades
La Inteligencia Suprema Kree es un vasto sistema informático cibernético / orgánico compuesto de 5.000 metros cúbicos de circuitos informáticos que incorporan los cerebros desencarnados de los más grandes estadistas y filósofos de la historia de Kree, conservados criogénicamente. Esta agregación de cerebros crea una inteligencia colectiva única capaz de utilizar las amplias capacidades de almacenamiento y procesamiento de información del sistema informático de una manera creativa. Al desear interactuar con él, el Kree lo aborda dentro de su cámara terminal, donde se proyecta una imagen holográfica en una gigantesca pantalla de monitor.
La Inteligencia Suprema posee un intelecto inconmensurable, con un vasto conocimiento, muy superior al de la Tierra actual. Posee capacidades de almacenamiento y procesamiento de información muy superiores a las del cerebro humano, y tiene acceso a los recursos totales del Imperio Kree. A pesar de ser estacionaria y básicamente inmóvil, la Inteligencia posee todos los poderes psiónicos conocidos, tales como telepatía, predicción futura, telequinesis, conciencia cósmica, enlace sensorial, absorción de información, posconocimiento, precognición, etc.
Supremor también es capaz de manipular energía y materia, así como crear hasta tres servidores androide controlados a distancia como cuerpos sustitutos, que actúan como sus ojos y oídos cuando están lejos de sí mismos. Estos androides, llamados Supremor también, poseen cierto grado de independencia cuando se crean, pero son totalmente leales a Supremor.
Proyecta imágenes de sí mismo a través del espacio, el ciberespacio e incluso en el plano astral, en la forma de una enorme, amorfa, verdosa, cara humanoide, con un "pelo" parecido a un tentáculo, para comunicarse con sus agentes esparcidos por el cosmos. Incluso ha asumido la forma de un dragón naranja con un pulpo de piel verde como cabeza, llamado Multitud.
Su poder se mejoró cuando se fusionó con un Cubo Cósmico inerte, que ahora sirve como su verdadera vivienda, mantenida en una habitación separada de la fachada de la computadora orgánica que creó para engañar a los posibles asesinos. Al asumir su nueva vivienda, Supremor ahora era capaz de controlar la realidad dentro de una distancia limitada de sí mismo, así como de abrir portales entre las dimensiones, especialmente el Plano Astral y la dimensión de la Muerte.

## Otras versiones

### Marvel Boy
La miniserie Marvel Boy de Grant Morrison presentó una versión alternativa de Supremor de un universo paralelo. Esta entidad sirvió como base de datos y aliado para Noh-Varr, el último superviviente de un barco Kree que se estrelló en la Tierra. Conocida como Plex, esta Inteligencia Suprema muestra un tipo de personalidades múltiples con cada tipo de mente capaz de dominar en situaciones específicas (es decir, "Plex-Soldiers", "Plex-Scientists" incluso "Plex-Murderers" y "Plex-infants" ) para asesorar al barco en el que estaba alojado. Dado que Plex residía en la nave espacial Marvel, no está claro si era o no tan central para la sociedad de Kree como lo es Supremor.
Durante la serie no mostró ningún poder psíquico, pero no se indicó claramente que no tenía estas habilidades. Sin embargo, sí mostró la capacidad de dominar remotamente la tecnología de la Tierra y de teletransportarse a sí mismo y al barco en distancias cortas. También se demostró que controlaba criaturas parecidas a insectos que habitaban la nave. Todos estos poderes se lograron a través de la transmisión de una señal llamada "The Omni-Wave".

### Ultimate Marvel
Aunque la Inteligencia Suprema aún no ha aparecido en el universo de Ultimate Marvel, fue mencionado en Ultimate Secret.

## Apariciones en otros medios

### Televisión
- La Inteligencia Suprema apareció en un episodio de X-Men, "The Dark Phoenix Saga Part IV: The Fate of the Phoenix", expresado por Len Carlson.[41][42] Él y la Emperatriz Skrull son consultados por Lilandra, reina de los Shi'ar, sobre el destino del Fénix Oscuro.

- La Inteligencia Suprema aparece en el Silver Surfer, episodio "The Forever War", con la voz de David Hemblen.[43]

- La Inteligencia Suprema apareció al final de Los Cuatro Fantásticos: Héroes más grande del mundo episodio titulado "Prueba de fuego", la voz de John Novak.[44] Hablando en nombre de las personas, se suspendió a Johnny Storm en sentencia de muerte y sacado por Ronan el Acusador a la fuerza de la zona de ejecución. La Inteligencia Suprema hizo esto en parte con la esperanza de que los Cuatro Fantásticos podría ser útil contra los Skrull. Él vuelve a aparecer en el episodio "Concurso de Campeones" donde trata de ayudar a Ronan ganar haciendo trampas en el Concurso de los Campeones del Gran Maestro utilizando un tipo de radiografía que aumenta su fuerza, mientras que la batalla contra la Cosa.

- La Inteligencia Suprema aparece en Los Vengadores: Los héroes más poderosos del planeta, expresado por David Kaye.[45]
  - La primera vez que hace un cameo en el episodio "459" al Mar-Vell habla de los Kree y Skrull.
  - La Inteligencia Suprema aparece oficialmente en el episodio "Vive como Kree o muere". Cuando es presentada el aterrizaje forzoso de los Vengadores en Hala, Capitán América, Avispa, Ms. Marvel, Capitán Mar-Vell, y Peter Corbeau antes de la Inteligencia Suprema. Capitán Mar-Vell intenta la Inteligencia Suprema que perdonó a los seres humanos y para no invadir la Tierra. La Inteligencia Suprema está de acuerdo con el Capitán Mar-Vell, mientras que la educación de las acciones Avengers hacia el Imperio Kree Skrull que el o los Shi'ar no fueron capaces de lograr. La Inteligencia Suprema tiene entonces los seres humanos experimentaron al ver lo que los seres humanos son capaces de hacer. Cuando el Capitán Mar-Vell intenta defender a la Inteligencia Suprema para evitarles a partir de los experimentos, la Inteligencia Suprema establece que "traidores al Imperio Kree no tienen voz". Mientras que Thor se ocupa de los Kree y sus centinelas, Iron Man, Pantera Negra, Hawkeye, y Visión liberan a sus compañeros cautivos y hacer su camino hacia la Inteligencia Suprema. Los Vengadores hacen su camino a la cámara de la Inteligencia Suprema, donde terminan luchando contra la Inteligencia Suprema. Cuando la Inteligencia Suprema ataca a Ms. Marvel, Capitán Mar-Vell termina protegiendo a Ms. Marvel de los ataques de la inteligencia Suprema. Después de derribar algunos de los Vengadores, la Inteligencia Suprema dice a Capitán Mar-Vell que ha elegido mal y que la Tierra está llena de sujetos de prueba, lo que los prescindibles. Después de su cámara de vidrio se rompe por Thor, Visión intenta conectarse a la Inteligencia Suprema. Se apaga y comienza reiniciar. Capitán Mar-Vell luego dispara la Inteligencia Suprema, cortando la conexión entre sus partes orgánicas y de la máquina, neutralizarlos por un tiempo.

- La Inteligencia Suprema aparece en Hulk and the Agents of S.M.A.S.H., expresado por Clancy Brown:[46]
  - En la primera temporada, el episodio 23, "Un Golpe Maravilloso", él y Lilandra estaban en la discusión de un tratado de paz entre los Kree y los Shi'ar que involucró a los Guardianes de la Galaxia que las pongan el Orbe de la Verdad. Después de que los Agentes de S.M.A.S.H. y los Guardianes de la Galaxia salen de la esfera del Coleccionista y llevarlos el Orbe de la Verdad, el tratado de paz entre los Kree y los Shi'ar es un éxito.
  - En la segunda temporada, el episodio 25, "Planeta Monstruo, Pt. 1", la Inteligencia Suprema Kree lleva la armada en la invasión de la Tierra, en represalia por el encarcelamiento de Ronan el Acusador. Después de los soldados Kree liberan a Ronan el Acusador y el Líder, son llevados ante la Inteligencia Suprema donde el conocimiento del Líder es absorbido. Durante la lucha entre los Kree, los Vengadores, y los Agentes de S.M.A.S.H., la Inteligencia Suprema comienza a absorber el conocimiento de todos en la Tierra. Hulk lanza frente al dispositivo en el conocimiento de absorción donde se absorbe en la Inteligencia Suprema, como resultado de esto. En el episodio 26, "Planeta Monstruo, Pt. 2", A-Bomb entra a los zarcillos de la inteligencia Suprema y se las arregla para rescatar a Hulk y El Líder. Los Agentes de S.M.A.S.H. y los Vengadores son expulsados de la nave Kree, la Inteligencia Suprema y Ronan el Acusador planean destruir la Tierra. Los Agentes de S.M.A.S.H. y los Vengadores reciben la ayuda de Spider-Man, Hércules, Ghost Rider, el Doctor Extraño, Deathlok, los Guardianes de la Galaxia, los Inhumanos, Mainframe, los Comandos Aulladores de Nick Fury, la Mole, Goom y su mascota de los S.M.A.S.H., el Dinosaurio Diablo para luchar contra las fuerzas de la Inteligencia Suprema. Con la ayuda de A-Bomb, pilotea a Ego el Planeta Viviente, Hulk fue capaz de enviar la nave de la Inteligencia Suprema de volar al espacio.

- La Inteligencia Suprema aparece también en Guardianes de la Galaxia, episodio 15, "Los Accidentes Suceden", con la voz de Kevin Michael Richardson.[47] Se le muestra como representante de los Kree en el Consejo Galáctico en el momento cuando se reúna con J'son, Thor, Irani Rael y el Alto Comisionado de Rigel. Después de un "complemento" de Star-Lord, la Inteligencia Suprema exige una reparación de Spartax. J'son planea dar el Imperio Kree una de sus refinerías mientras envía a Star-Lord y la capitana Victoria a prepararlo. Mientras tanto, Ronan el Acusador y Nebula tienen un plan de aparejar la refinería de asteroides para explotar de manera que destruiría la nave de la Inteligencia Suprema como Ronan el Acusador afirma que no es digno de gobernar el Imperio Kree. Después de tener los mineros evacuados mientras que defenderse de Ronan el Acusador y Nebula, los Guardianes de la Galaxia y la capitana Victoria tienen la refinería de alguna manera redirigidos fuera de la nave de la Inteligencia Suprema.

### Película
- La Inteligencia Suprema aparece en Capitana Marvel (2019), ambientada en el Universo Cinematográfico de Marvel.[48][49] Esta versión adquiere una forma física única para quien la está hablando. En el caso de Carol Danvers, cuando Kree la conocía como "Vers", la Inteligencia Suprema se transforma en la Dra. Wendy Lawson (interpretada por Annette Bening),[50] su difunta jefa del Proyecto Pegaso (aunque Carol inicialmente no sabe de dónde vino esta imagen debido a su amnesia). La Inteligencia Suprema le habla a Carol dos veces. La primera vez es cuando Yon-Rogg recomienda "Vers" para una misión para encontrar un explorador Kree. La segunda vez es cuando Danvers es aprehendida y se enfrenta a la Inteligencia Suprema por suprimir sus recuerdos. Durante el segundo encuentro, Danvers logra luchar contra el control de la Inteligencia Suprema y corta el implante que limita sus habilidades. Cuando Yon-Rogg es derrotado, Carol lo envía de regreso a Hala para llevar su mensaje a la Inteligencia Suprema.
- En The Marvels (2023), después de que la Capitana Marvel destruyera a la Inteligencia Suprema, ella provocó una guerra civil que provocó el colapso del imperio.

### Videojuegos
- De la Inteligencia Suprema Supremor forma androide aparece como un personaje jugable en Avengers in Galactic Storm. La Inteligencia Suprema en sí tiene una aparición cameo en el fondo de la etapa de Supremo.
- La Inteligencia Suprema aparece en Lego Marvel Super Heroes 2,[51]con la voz de Gary Martin.[52]Después de lavar el cerebro a los Guardianes de la Galaxia tras la derrota de Ronan el Acusador, la Inteligencia Suprema lucha contra Black Bolt y Medusa. Black Bolt derrota a la Inteligencia Suprema y Rocket Raccoon rompe el cristal de la Inteligencia Suprema, lo que hace que el programa de contención de emergencia de su sistema lo selle si sufre daños. En los créditos posteriores, Ravonna, una anciana Kang, la Inteligencia Suprema, Cosmo y Man-Thing informan a los Vengadores de un "incidente de fractura crónica".